# コロンビア貿易
コロンビア貿易株式会社（コロンビアぼうえき)は、1948年（昭和23年）に設立された日本の企業。日本の科学研究の振興のために、分析機器輸入を開始した。そして、ベックマン・インスツルメンツ、パーキンエルマー、ヒルガーワット等の販売代理店業務などを行っていた。

## 概要
戦後の日本での科学研究のために分析装置を輸入して科学研究を推進した特異な企業である。国立の様々な研究所、自衛隊や東京ガスの研究所などに、研究に必要なアメリカのベックマン・インスツルメンツ、パーキンエルマー、英国のヒルガーワット等から分析装置などを輸入した。天文台には、Perkin Elmer天体観測装置を納入した。

## 事業所
- 大阪営業所